# Episodi de Il fascino dell'insolito (terza stagione)
La terza stagione de Il fascino dell'insolito è andata in onda su Rete 2 dal 10 luglio al 14 agosto 1982.
| nº | Titolo                         | Prima TV Italia |
| -- | ------------------------------ | --------------- |
| 1  | La tortura della speranza      | 10 luglio 1982  |
| 2  | La scoperta di Morniel Mataway | 17 luglio 1982  |
| 3  | Vampirismus                    | 24 luglio 1982  |
| 4  | La cosa sulla soglia           | 31 luglio 1982  |
| 5  | La specialità della casa       | 7 agosto 1982   |
| 6  | Castigo senza delitto          | 14 agosto 1982  |

## La tortura della speranza
- Diretto da: Mario Chiari
- Scritto da: Mario Chiari, Luigi De Simone (da Auguste de Villiers de L'Isle-Adam)
- Interpreti: Julian Beck (Aser Abarbaniele), Bruno Corazzari (Pietro d'Arbués), Piera Degli Esposti (la strega), Renato Carpentieri (frate giudice), Daniele Dublino (frate redentore), Pino Ammendola (un prigioniero), Renato Mariano (voce del torturato)

### Trama
Aser Abarbaniele, un rabbino aragonese, viene imprigionato e torturato per un anno allo scopo di fargli abiurare la religione ebraica, nelle carceri di Saragozza all'inizio del XVII secolo. Nonostante le torture subite, il rabbino non proferisce parola, pertanto, il Terzo Inquisitore di Spagna, Don Pietro d'Arbués, lo condanna all'autodafé. La sera prima dell'esecuzione, Don Pietro lo visita nel carcere e lo fa liberare dalle catene. Una volta rimasto solo, il rabbino trova la porta della cella aperta e comincia a vagare per il carcere, assistendo a una tortura e incontrando una strega, anch'essa condannata al rogo. Infine si rifugia in una chiesa, dove finalmente parla, ribadendo la sua fedeltà alla religione ebraica, quindi esce fuori dalla chiesa, sperando di essere finalmente libero.

## La scoperta di Morniel Mataway
- Diretto da: Enrico Colosimo
- Scritto da: Biagio Proietti, Emanuele Vacchetto, Enrico Colosimo (da William Tenn)
- Interpreti: Franco Graziosi (Morniel Mataway), Ivana Monti (Mimì), Warner Bentivegna (Glesco), Adriana Innocenti (la padrona di casa), Mario Colli (voce dei comunicati radio)

### Trama
Morniel Mataway è un pittore fallito e squattrinato che vive in un piccolo appartamento a Roma; egli è in attesa del successo, convinto della bontà dei propri quadri, ma in realtà questi non dimostrano altro che il suo scarso talento. Morniel ha una fidanzata, Mimì, che abita in un altro appartamento dello stesso palazzo, cercando di supportarlo e di sopportarlo. Un giorno accade un fatto incredibile: sul balcone dell'appartamento si materializza Glesco, un uomo che proviene da un lontano futuro. Egli ha viaggiato nel tempo per incontrare proprio Morniel, il quale nel futuro è considerato nientemento che uno dei maggiori artisti del XX secolo; Glesco è un critico d'arte che conosce perfettamente i quadri di Morniel, ma quando egli comincia a farglieli vedere, Glesco, assai deluso, pensa di essere capitato in un periodo in cui Morniel deve ancora dare il meglio di sé.

## Vampirismus
- Diretto da: Giulio Questi
- Scritto da: Giulio Questi (da E. T. A. Hoffmann)
- Interpreti: Antonio Salines (il conte Ippolito), Maria Grazia Marescalchi (la baronessa di Valobra), Francesca Archibugi (Aurelia), Roberto Tesconi (l'amico Cipriano), Gino Maringola (Nicola il maggiordomo), Adolfo Geri (lo zio di Ippolito), Gerardo Panipucci (il dottor Meucci), Donato Placido, Paolo Poiret

### Trama
Il conte Ippolito torna alla sua dimora, dopo un lungo viaggio in Inghilterra. Un giorno riceve in visita la baronessa di Valobra in compagnia di sua figlia Aurelia, della quale il conte si innamora a prima vista. La baronessa è un personaggio assai discusso, essendo stata in passato coinvolta in una vicenda giudiziaria: fu accusata di aver accolto in casa come amante un pericoloso criminale. Invitata dal conte a fermarsi per qualche giorno, improvvisamente muore, dopo aver minacciato Aurelia di non lasciarla in pace nemmeno da morta. Subito dopo il conte sposa Aurelia, la quale comincia a manifestare strani sintomi, tra cui l'inappetenza. Una notte il conte si sveglia e non trovando Aurelia di fianco a sé si alza e si reca in giardino, dove vede con orrore Aurelia e altre donne cibarsi di un cadavere.

## La cosa sulla soglia
- Diretto da: Andrea Frazzi, Antonio Frazzi
- Scritto da: Andrea Frazzi, Antonio Frazzi (da H. P. Lovecraft)
- Interpreti: Massimo Ghini (Daniel Upton), Fiorenza Marchegiani (Mary Upton), Mattia Sbragia (Edward Derby), Daniela Surina (Rosy), Bruno Cattaneo (Mike), Elisabetta Carta (Asenath Derby), Paolo Poiret (George)

### Trama
Daniel Upton, un giovane benestante che vive in un appartamento insieme alla moglie Mary e al figlio Teddy, riceve la visita di un suo vecchio amico, Edward, il quale gli racconta di essere rientrato dall'Europa e di essersi sposato con Asenath. La famiglia di Asenath è molto chiacchierata, in quanto si dice che il padre Efraim fosse dedito all'occultismo. Edward comincia a mostrare uno strano comportamento: a volte è freddo, quasi glaciale, altre volte è agitato e afferma di essere posseduto da Asenath, la quale è a sua volta posseduta dall'anima del padre, mai morto del tutto. Una sera, Edward piomba a casa di Daniel affermando di essere riuscito a cacciare Asenath; il giorno seguente, Mary, spaventata dalla presenza di Edward, lascia Daniel portando il figlio con sé. Daniel la sera si reca alla villa di Edward per chiarire finalmente la situazione.

## La specialità della casa
- Diretto da: Augusto Zucchi
- Scritto da: Augusto Zucchi (da Stanley Ellin)
- Interpreti: Stefano Santospago (Costa), Achille Millo (Giglio), Vittorio Caprioli (Sbirro), Augusto Zucchi (Amado), Pino Ammendola (l'allevatore), Lucio Beffi (Nibbio), Tonino Cuomo (il maître), Sergio Ciulli (un cameriere)

### Trama
Il dottor Costa è il direttore di un'azienda avicola; ricevendo il sig. Amado, un cliente, racconta la sua storia da quando, giovane impiegato, entrò in azienda. Qui ottenne il favore del suo superiore, il sig. Giglio, il quale cominciò a portarlo a cena presso il ristorante "Lo Sbirro", un posto alquanto strano dove i clienti si recavano attendendo con ansia che capitasse la sera in cui veniva servita la specialità della casa. Questa era un arrosto di agnello, e la particolarità era che gli animali provenivano da una regione vicino all'Afghanistan, fatto che rendeva il sapore della carne unico e inconfondibile. I clienti più affezionati, poi, potevano avere il privilegio di essere invitati dal proprietario a visitare la cucina. Una sera un inserviente venne aggredito fuori dal ristorante e Costa lo salvò; per ricompensarlo, l'inserviente esortò Costa a non entrare mai, per alcun motivo, nella cucina. Quando Giglio scomparve, improvvisamente, proprio dopo aver visitato la cucina, Costa divenne il capo e fece tesoro dell'esperienza: decise che l'allevamento dei polli ormai era superato, la gente aveva diritto a cibarsi anch'essa della "specialità della casa", fino ad allora riservata a una ricca elite, e ne cominciò l'allevamento intensivo.

## Castigo senza delitto
- Diretto da: Fabio Piccioni
- Scritto da: Roberto Giardina, Fabio Piccioni (da Ray Bradbury)
- Interpreti: Arnoldo Foà (George Hill), Valeria Ciangottini (Katherine), Corrado Gaipa (il capo dell'Anonima Robot), Vincenzo Ferro (l'avvocato), Marisa Reichlin (la segretaria), Pippo Davì (l'assassino), Ottavio Costa (voce fuori campo)

### Trama
In un futuro distopico, la Anonima Robot è un'agenzia che mette a disposizione i propri mezzi tecnici alle persone che intendono commettere un omicidio. Dietro lauto compenso viene realizzata una copia robotica della persona che si intende sopprimere: uccidere un robot permette di sfogare il proprio istinto omicida, qualunque ne sia la causa, senza commettere un vero delitto, questa almeno è l'intenzione. George Hill è un cinquantenne che da circa un anno viene tradito dalla giovane moglie Katherine; egli si rivolge quindi all'agenzia, che dopo averlo analizzato a fondo realizza una copia robotica della moglie. Dopo aver commesso il finto omicidio, Hill è tranquillo, ma viene arrestato: un giudice ha stabilito che sopprimere un robot non è un atto così innocuo come sembra.